# San Bernabé Temoxtitla
San Bernabé Temoxtitla är en ort i Mexiko.   Den ligger i kommunen Ocoyucan och delstaten Puebla, i den sydöstra delen av landet, 100 km sydost om huvudstaden Mexico City. San Bernabé Temoxtitla ligger 2 145 meter över havet och antalet invånare är 4 338.
Terrängen runt San Bernabé Temoxtitla är platt åt nordost, men åt sydväst är den kuperad. Terrängen runt San Bernabé Temoxtitla sluttar söderut. Runt San Bernabé Temoxtitla är det tätbefolkat, med 683 invånare per kvadratkilometer. Närmaste större samhälle är Puebla de Zaragoza, 14,1 km öster om San Bernabé Temoxtitla. Trakten runt San Bernabé Temoxtitla består till största delen av jordbruksmark.